# Oscarsgalan 2008
Oscarsgalan 2008 var den 80:e upplagan av Oscarsgalan. Den hölls den 24 februari 2008 på Kodak Theatre i Los Angeles och belönade insatser gjorda inom film under 2007. Årets värd var Jon Stewart. 
Kanal 9 direktsände galan i Sverige med Pontus Gårdinger och Hans Wiklund som kommentatorer.
Planeringen av detta års Oscarsgala försvårades av den hundra dagar långa manusförfattarstrejken i Hollywood. Strejken avslutades bara två veckor innan galan gick av stapeln. Strejken bidrog exempelvis till att tv-sändningen av Golden Globe galan bara bestod av en enkel uppläsning av vinnarna från ett papper. Om strejken hade fortsatt över Oscarsgalan hade det förmodligen lett till att inga skådespelare (av sympati med manusförfattarna) deltagit, varken i publiken eller för att dela ut eller ta emot priser.

## Vinnare och nominerade
Vinnarna listas i fetstil.
| Bästa film | Bästa regi |
| --- | --- |

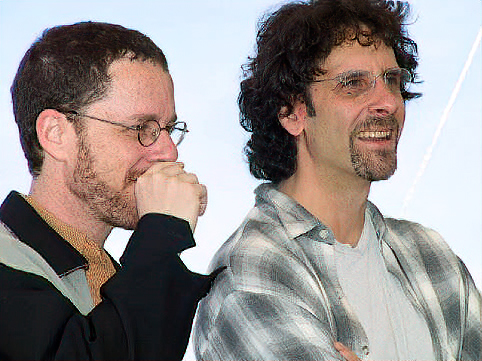
Joel och Ethan Coen, bästa regi och bästa manus efter förlaga

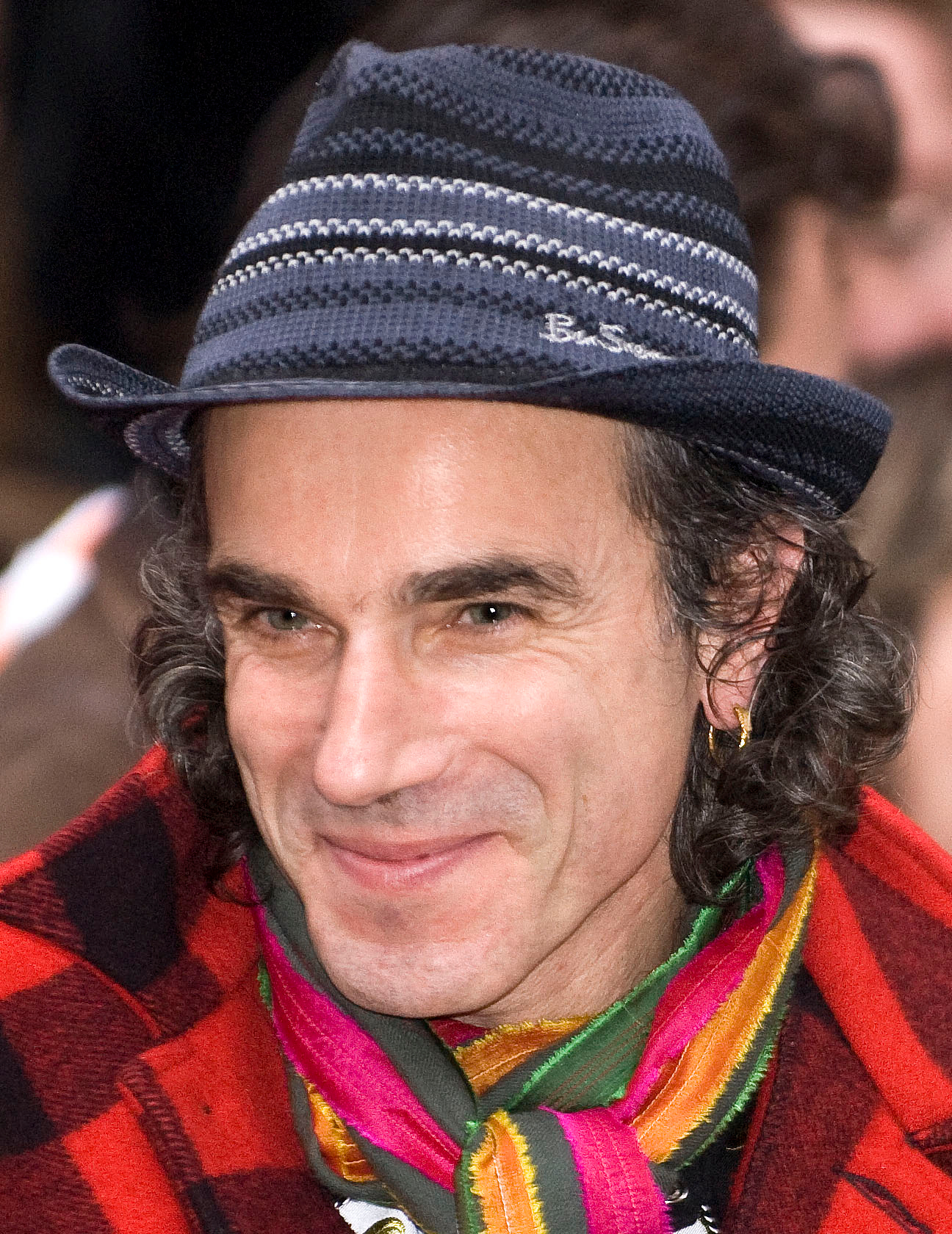
Daniel Day-Lewis, bästa manliga huvudroll

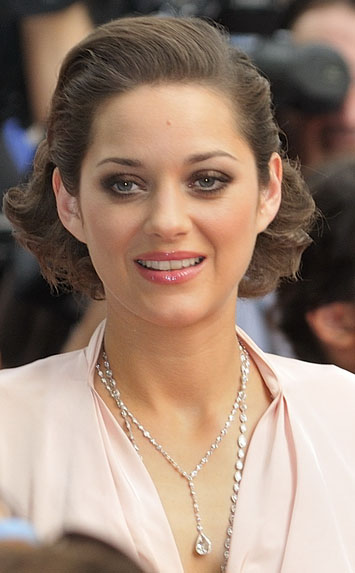
Marion Cotillard, bästa kvinnliga huvudroll

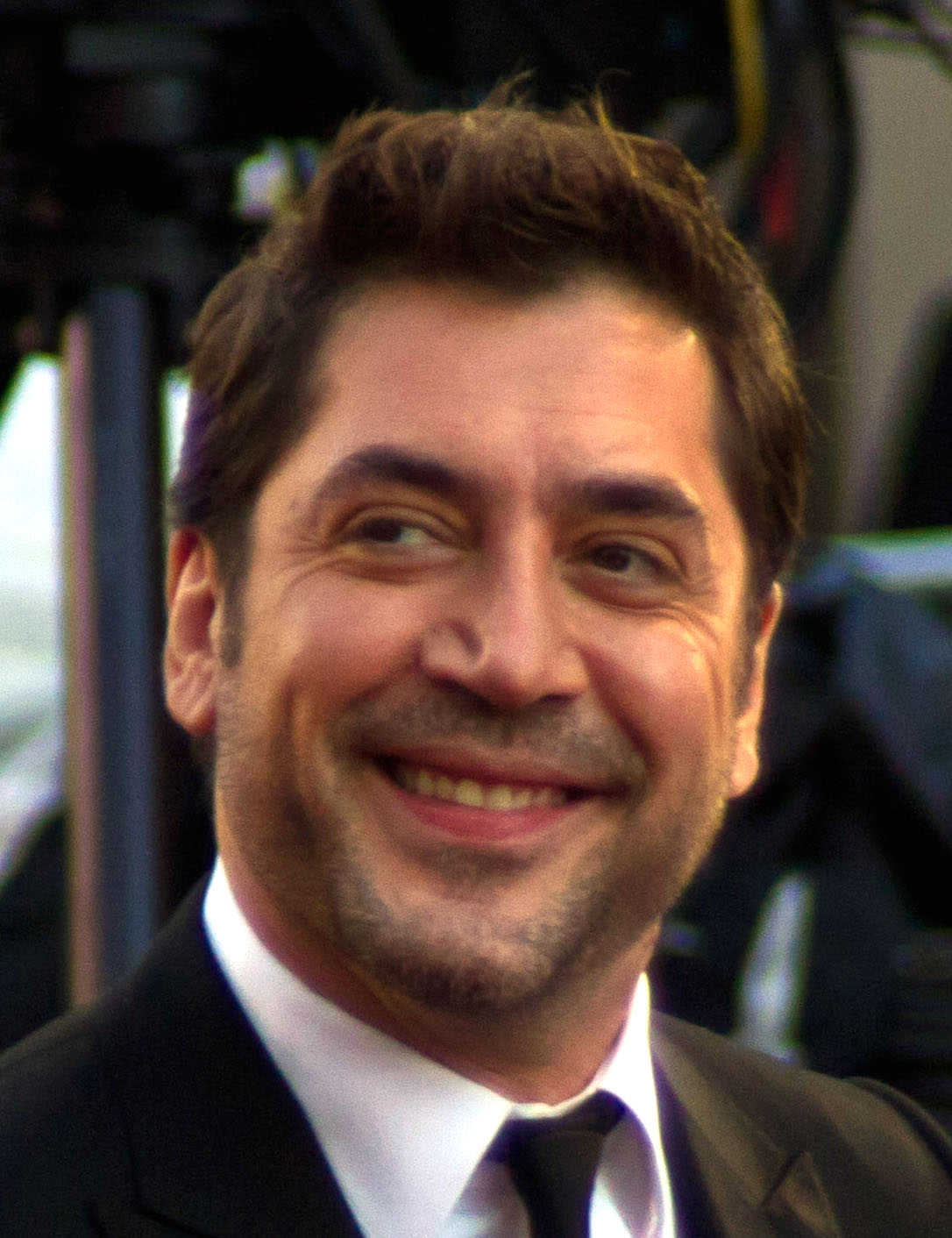
Javier Bardem, bästa manliga biroll

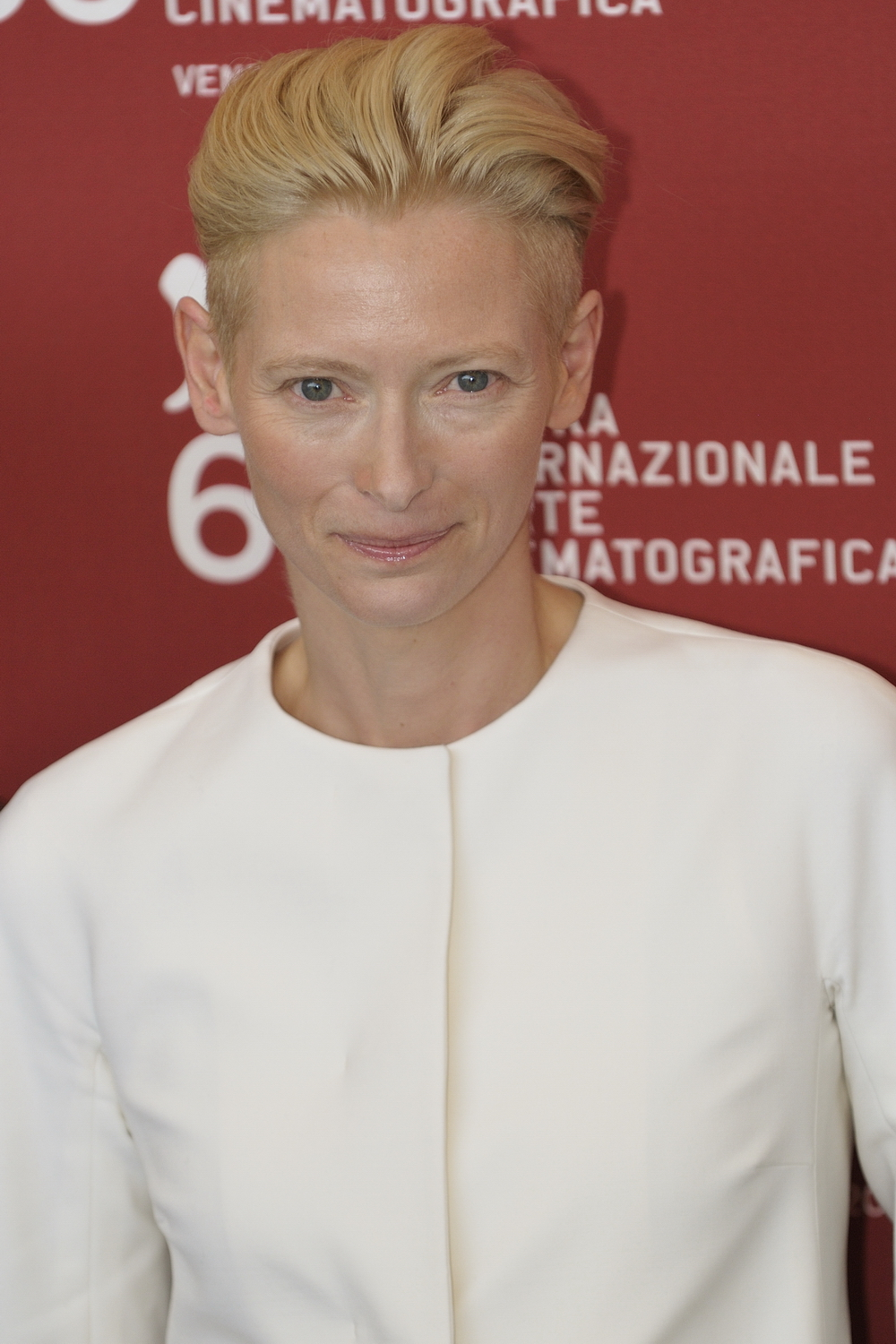
Tilda Swinton, bästa kvinnliga biroll

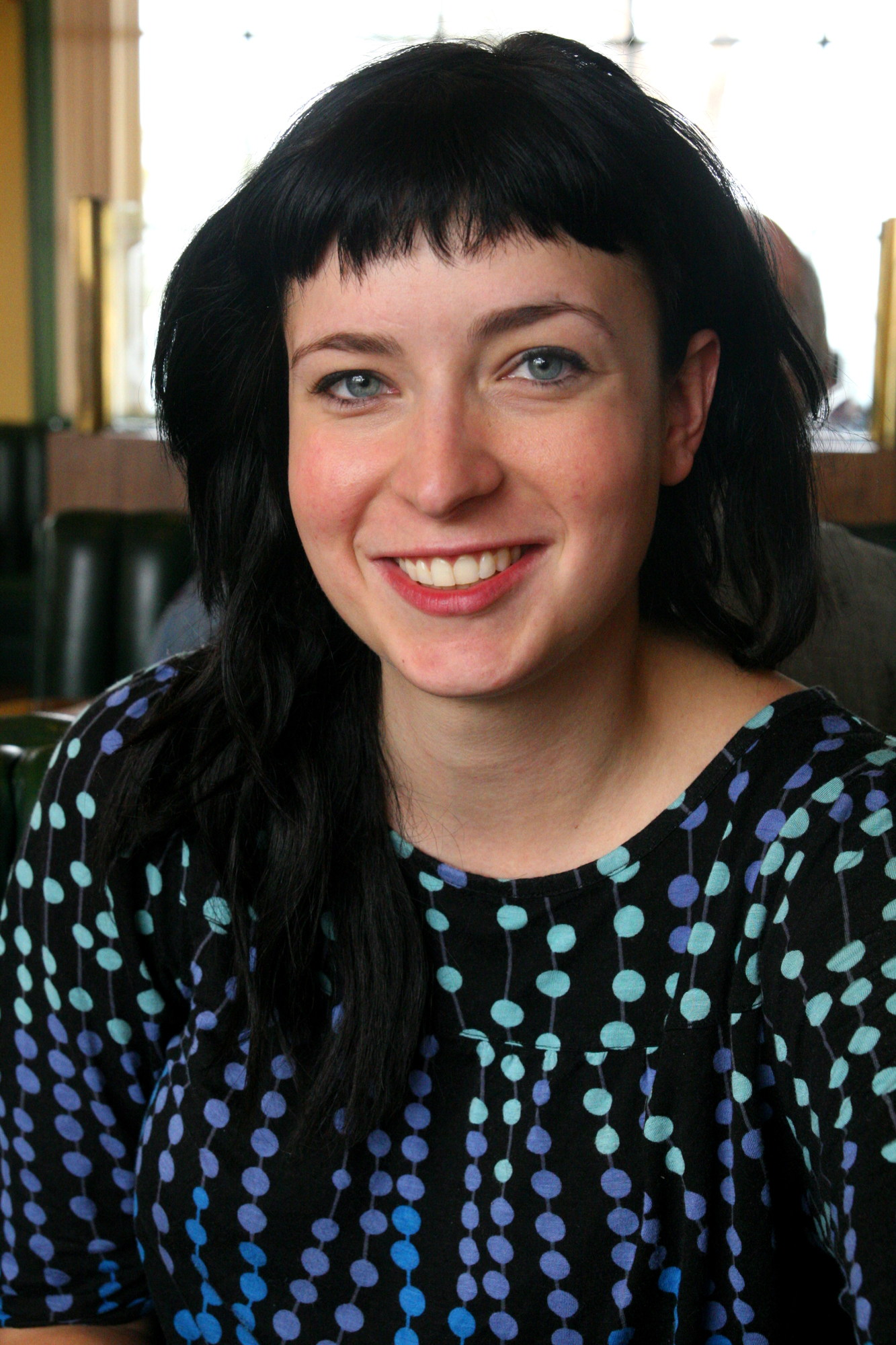
Diablo Cody, bästa originalmanus

| - No Country for Old Men – Scott Rudin, Joel Coen och Ethan Coen - Försoning – Tim Bevan, Eric Fellner och Paul Webster - Juno – Lianne Halfon, Mason Novick och Russell Smith - Michael Clayton – Jennifer Fox, Kerry Orent och Sydney Pollack - There Will Be Blood – Paul Thomas Anderson, Daniel Lupi och JoAnne Sellar | - Joel Coen och Ethan Coen – No Country for Old Men - Paul Thomas Anderson – There Will Be Blood - Tony Gilroy – Michael Clayton - Jason Reitman – Juno - Julian Schnabel – Fjärilen i glaskupan |
| Bästa manliga huvudroll | Bästa kvinnliga huvudroll |
| - Daniel Day-Lewis – There Will Be Blood - George Clooney – Michael Clayton - Johnny Depp – Sweeney Todd - Tommy Lee Jones – In the Valley of Elah - Viggo Mortensen – Eastern Promises | - Marion Cotillard – La vie en rose – berättelsen om Edith Piaf - Cate Blanchett – Elizabeth: The Golden Age - Julie Christie – Away from Her - Laura Linney – Familjen Savage - Ellen Page – Juno |
| Bästa manliga biroll | Bästa kvinnliga biroll |
| - Javier Bardem – No Country for Old Men - Casey Affleck – Mordet på Jesse James av ynkryggen Robert Ford - Philip Seymour Hoffman – Charlie Wilson's War - Hal Holbrook – Into the Wild - Tom Wilkinson – Michael Clayton                                                                                                  | - Tilda Swinton – Michael Clayton - Cate Blanchett – I'm Not There - Ruby Dee – American Gangster - Saoirse Ronan – Försoning - Amy Ryan – Gone Baby Gone |
| Bästa originalmanus | Bästa manus efter förlaga |
| - Juno – Diablo Cody - Lars and the Real Girl – Nancy Oliver - Michael Clayton – Tony Gilroy - Råttatouille – Brad Bird - Familjen Savage – Tamara Jenkins | - No Country for Old Men – Joel Coen och Ethan Coen - Försoning – Christopher Hampton - Away from Her – Sarah Polley - Fjärilen i glaskupan – Ronald Harwood - There Will Be Blood – Paul Thomas Anderson |
| Bästa animerade film | Bästa utländska film |
| - Råttatouille – Brad Bird - Persepolis – Marjane Satrapi och Vincent Paronnaud - Surf's Up – Ash Brannon och Chris Buck | - Falskmyntarna (Österrike) – Stefan Ruzowitzky - Beaufort (Israel) – Joseph Cedar - Massakern i Katyn (Polen) – Andrzej Wajda - Mongol (Kazakstan) – Sergei Bodrov - 12 (Ryssland) – Nikita Michalkov |
| Bästa dokumentär | Bästa dokumentärkortfilm |
| - Taxi till den mörka sidan – Alex Gibney och Eva Orner - No End in Sight – Charles H. Ferguson och Audrey Marrs - Operation Homecoming: Writing the Wartime Experience – Richard E. Robbins - Sicko – Michael Moore och Meghan O’Hara - War/Dance – Andrea Nix Fine och Sean Fine                                          | - Freeheld – Cynthia Wade och Vanessa Roth - La corona – Amanda Micheli och Isabel Vega - Salim Baba – Tim Sternberg och Francisco Bello - Sari's Mother – James Longley |
| Bästa kortfilm | Bästa animerade kortfilm |
| - Le Mozart des pickpockets – Philippe Pollet-Villard - Om natten – Christian E. Christiansen och Louise Vesth - The Substitute – Andrea Jublin - Tanghi Argentini – Guido Thys och Anja Daelemans - The Tonto Woman – Daniel Barber och Matthew Brown                                                                      | - Peter & the Wolf – Suzie Templeton och Hugh Welchman - I Met the Walrus – Josh Raskin - Madame Tutli-Putli – Chris Lavis och Maciek Szczerbowski - Même les pigeons vont au paradis – Samuel Tourneux och Simon Vanesse - Moya lyubov – Aleksandr Petrov |
| Bästa filmmusik | Bästa sång |
| - Försoning – Dario Marianelli - Flyga drake – Alberto Iglesias - Michael Clayton – James Newton Howard - Råttatouille – Michael Giacchino - 3:10 till Yuma – Marco Beltrami | - "Falling Slowly" från Once – Glen Hansard och Markéta Irglová - "Happy Working Song" från Förtrollad – Alan Menken och Stephen Schwartz - "So Close" från Förtrollad – Alan Menken och Stephen Schwartz - "That's How You Know" från Förtrollad – Alan Menken och Stephen Schwartz - "Raise It Up" från August Rush – Jamal Joseph, Charles Mack och Tevin Thomas |
| Bästa ljudredigering | Bästa ljud |
| - The Bourne Ultimatum – Karen Baker Landers och Per Hallberg - No Country For Old Men – Skip Lievsay - Råttatouille – Randy Thom och Michael Silvers - There Will Be Blood – Matthew Wood - Transformers – Ethan van Der Ryn och Mike Hopkins                                                                              | - The Bourne Ultimatum – Scott Millan, David Parker och Kirk Francis - No Country For Old Men – Skip Lievsay, Craig Berkey, Greg Orloff och Peter Kurland - Råttatouille – Randy Thom, Michael Semanick och Doc Kane - 3:10 till Yuma – Paul Massey, David Giammarco och Jim Stuebe - Transformers – Kevin O'Connell, Greg P. Russell och Peter J. Devlin           |
| Bästa scenografi | Bästa foto |
| - Sweeney Todd – Dante Ferretti och Francesca Lo Schiavo - American Gangster – Arthur Max och Beth Rubino - Försoning – Sarah Greenwood och Katie Spencer - Guldkompassen – Dennis Gassner och Anna Pinnock - There Will Be Blood – Jack Fisk och Jim Erickson                                                              | - There Will Be Blood – Robert Elswit - Mordet på Jesse James av ynkryggen Robert Ford – Roger Deakins - Försoning – Seamus McGarvey - Fjärilen i glaskupan – Janusz Kaminski - No Country for Old Men – Roger Deakins |
| Bästa smink | Bästa kostym |
| - La vie en rose – berättelsen om Edith Piaf – Didier Lavergne och Jan Archibald - Norbit – Rick Baker och Kazuhiro Tsuji - Pirates of the Caribbean - Vid världens ände – Ve Neill och Martin Samuel | - Elizabeth: The Golden Age – Alexandra Byrne - Across the Universe – Albert Wolsky - Försoning – Jacqueline Durran - La vie en rose – berättelsen om Edith Piaf – Marit Allen - Sweeney Todd – Colleen Atwood |
| Bästa klippning | Bästa specialeffekter |
| - The Bourne Ultimatum – Christopher Rouse - Fjärilen i glaskupan – Juliette Welfing - Into the Wild – Jay Cassidy - No Country for Old Men – Roderick Jaynes - There Will Be Blood – Dylan Tichenor | - Guldkompassen – Michael Fink, Bill Westenhofer, Ben Morris och Trevor Wood - Pirates of the Caribbean - Vid världens ände – John Knoll, Hal Hickel, Charles Gibson och John Frazier - Transformers – Scott Farrar, Scott Benza, Russell Earl och John Frazier |

### Hedersoscar
- Robert F. Boyle

### Filmer med fler än en nominering
- 8 nomineringar: No Country for Old Men, There Will Be Blood
- 7 nomineringar: Försoning, Michael Clayton
- 5 nomineringar: Råttatouille
- 4 nomineringar: Fjärilen i glaskupan, Juno
- 3 nomineringar: The Bourne Ultimatum, Förtrollad, La vie en rose – berättelsen om Edith Piaf, Sweeney Todd, Transformers
- 2 nomineringar: 3:10 to Yuma, American Gangster, Mordet på Jesse James av ynkryggen Robert Ford, Away from Her, Elizabeth: The Golden Age, Guldkompassen, Into the Wild, Pirates of the Caribbean: Vid världens ände, Familjen Savage

### Filmer med fler än en vinst
- 4 vinster: No Country for Old Men
- 3 vinster: The Bourne Ultimatum
- 2 vinster: La vie en rose – berättelsen om Edith Piaf, There Will Be Blood